# 尼泊爾航空183號班機空難
尼泊爾航空183號班機空難是指在2014年2月16日時，尼泊爾航空主要負責國內客運航班的DHC-6雙水獺在尼泊爾博克拉西南方74公里的叢林墜毀。之後經由直昇機空中確認燃燒的飛機殘骸後，認定尼泊爾航空183號班機可能發生撞山事故。